# Kakwkylla
Sankta Kakwkylla (i Sverige även kallad Kakukylla, Kacacila, Kakitkaina och Katakyla, utomlands Cacculla, Cacubilla, Cacukilla, Cutubilla, Kakukabilla och Kukakille) var ett senmedeltida lokalhelgon som vördades i Norden och Tyskland. Hennes enda kända specialområde var som beskyddare mot råttor och möss. I muralmålningar från tiden kring år 1500 avbildas hon sittande och sysselsatt med att spinna garn medan råttor klättrar på henne och biter henne.
Sankta Kakwkylla firades den 10 mars men verkar aldrig ha haft någon officiell status inom katolska kyrkan. Varken helgonbiografi eller officium finns. Hon var inte någon historisk person, utan uppstod på grund av grammatisk förvirring kring huruvida Sankt Columba var man eller kvinna. Hon kunde även blandas ihop med Sankta Gertrud av Nivelles, som också skyddade mot råttor och vars biografi Sankta Kakwkylla ibland fick dela.

Svenska kalkmålningar av Sankta Kakwkylla finns i Films, Hargs, Kagas och Njutångers kyrkor. En har också tidigare funnits i Forsa kyrka.

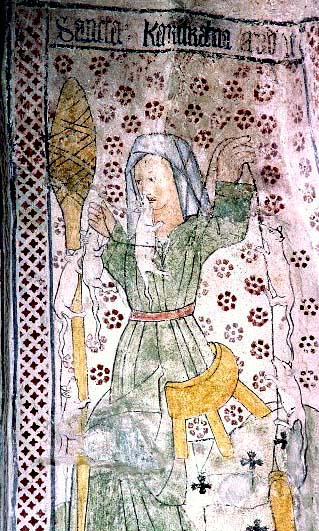
Kakwkylla, bild i Hargs kyrka. Daterad till 1514.
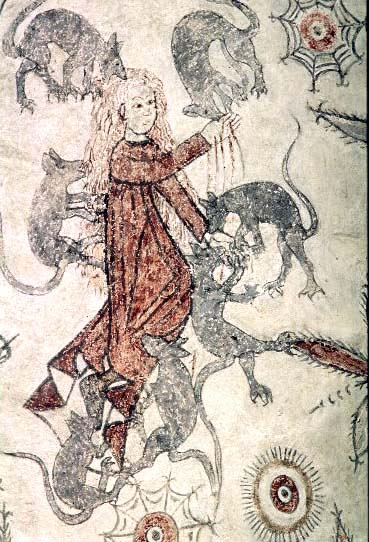
Kakwkylla / Kakukylla i  Kaga kyrka. Sent 1400-tal.
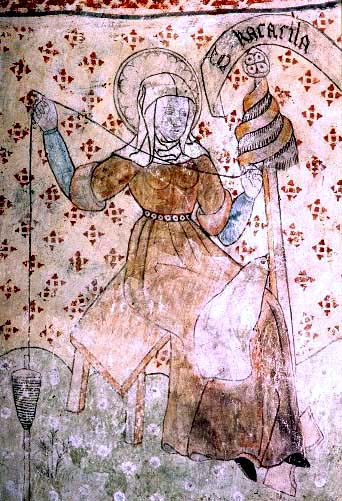
Kakwkylla (utan råttor), bild från Films kyrka. Daterad till perioden 1500-1525.